# Cephalophini
Cephalophini — триба оленеподібних (Artiodactyla) ссавців з родини бикових (Bovidae).

## Роди
- - Cephalophorus (11 видів)
  - Cephalophula (1 вид)
  - Cephalophus — дукер (4 види)
  - Leucocephalophus (1 вид)
  - Philantomba (3 види)
  - Sylvicapra (1 вид)